# Bencomia
Genre
Bencomia est un genre de plantes à fleurs de la famille des Rosaceae. Il comprend quatre espèces rares indigènes aux îles Canaries, qui poussent sous forme d'arbustes ligneux et ramifiés avec des feuilles persistantes brillantes et des inflorescences centrales pendantes avec de petites fleurs suivies de fruits globuleux denses. Les hauteurs à maturité varient de 1 à 4 mètres.

## Espèces

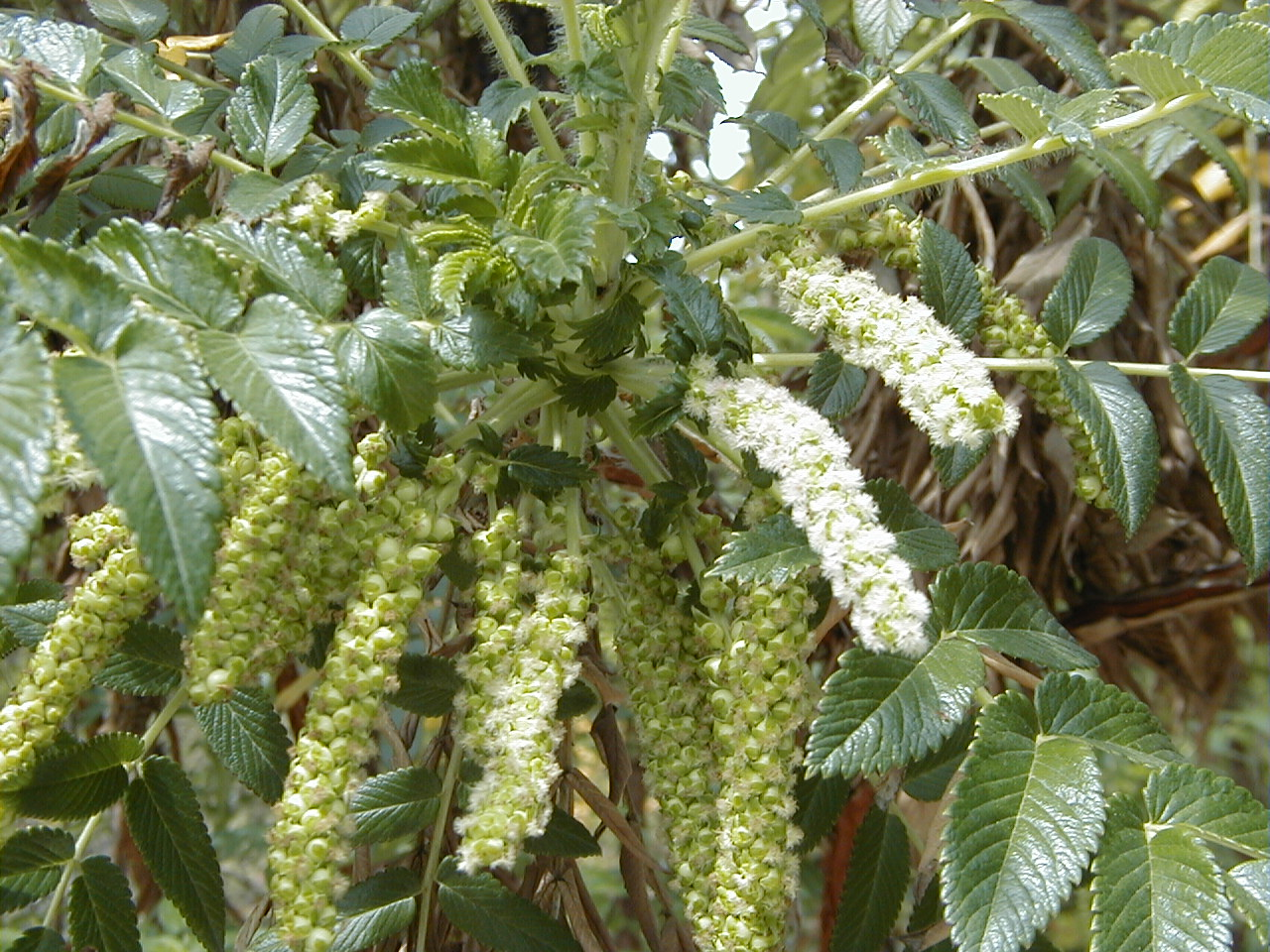
Bencomia caudata.

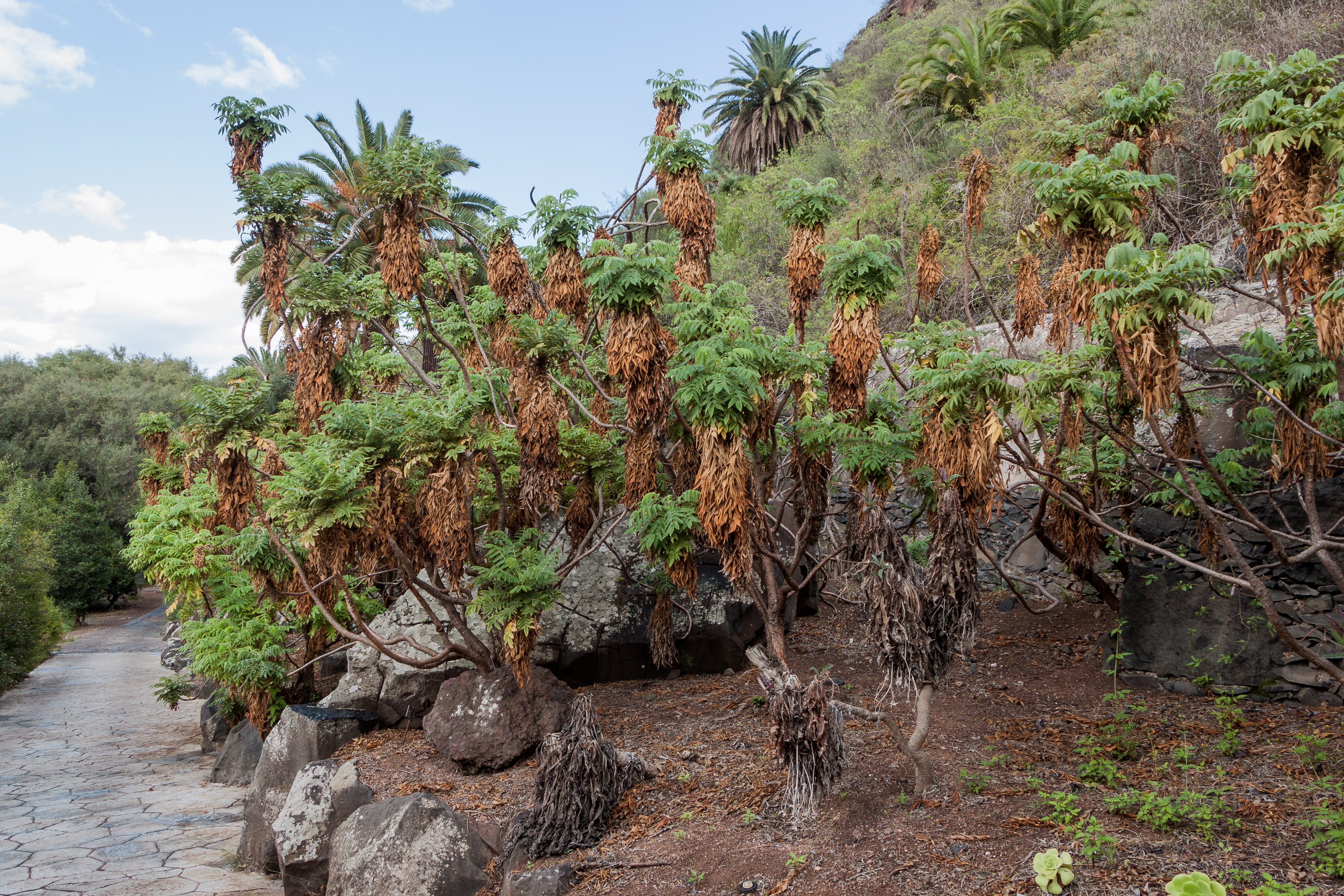
Bencomia sphaerocarpa.

- Bencomia brachystachya
- Bencomia caudata
- Bencomia exstipulata
- Bencomia sphaerocarpa